# Carmen Grilo
Carmen Grilo is de artiestennaam van María del Carmen Grilo Mateos (Jerez, 1984). Carmen Grilo is cantaora, flamencozangeres.

## Biografie
Maria del Carmen Grilo, is een nichtje van de cantaor Paquito Fantasías en zusje van de bailaor (flamencodanser) Joaquín Grilo. 
Zij debuteerde in 1992, op achtjarige leeftijd, in de cyclus Nuevos Valores del Cante y el Baile  (Nieuwe waarden voor de Cante en Baile) in de Peña El Garbanzo. Vervolgens bezocht ze met regelmaat flamencofestivals rondom haar woonplaats als die van Bornos en Rota. Ondanks haar Jerezaanse wortels denkt ze zelf niet erg beïnvloed te zijn door de stijl van Jerez.
Carmen is sinds 1997 – toen was ze pas 13 jaar oud – cantaora p’atràs (vaste zangeres) van de dansgroep van haar broer Joaquín Grilo, met wie ze optrad in het Palau de la Música in Barcelona (1997) en op het Festival van Jerez in 1998. Sinds haar toetreden in de groep van de danser deed ze mee aan verschillende shows als En el Candela (2000), Jácara (opening van het vierde Jerez Festival in 2000) en De noche. (2001).
Opvallend waren haar optredens met Manolo Sanlúcar, ontstaan tijdens hun samenwerking in de show Tres con duende in Huelva (2000) *). De Jerezaanse werd -ondanks de aanwezigheid van stercantaora Carmen Linares- speciaal door Sanlúcar gevraagd voor de cante in zijn liveshows Locura de brisa y trino op TVE. Uiteindelijk nam ze de plaats van Linares over in de show. Met haar broer Joaquín Grilo en Manolo Sanlúcar trad ze op in de show Entre amigos, door choreograaf en danser José Antonio gepresenteerd tijdens het vijfde Festival van Jerez (2001).
Sinds 2000 richt Carmen Grilo zich steeds meer op haar solocarrière, meestal begeleid door gitarist José Quevedo. Ze deed dit onder andere op het zevende Festival van Jerez (2003) en tijdens de series El flamenco que viene 2004 (de flamenco die komt) in de universiteit van Sevilla. In 2007 was ze, naast Pastora Galván en Argentina de ster in de show Tres Mujeres tijdens het Flamenco Festival van Malaga.  Datzelfde jaar zong ze ook op het debuutalbum van flamencogitarist Santiago Lara El sendero de lo imposible. In 2008 stond ze met Manolo Sanlúcar, David Carmona (2e gitarist) en collega cantaor David Pino in de Bineal de Sevilla, waar men als groep de "Premio Giraldollo al la mejor música" won.

## Optredens in het buitenland
In 2005 trad Carmen Grilo op op het internationale festival "Voix de Femmes", dat dat jaar onder meer Antwerpen, Luik en Brussel aandeed.. In 2007 gaf zij optredens en workshops bij het Barclay Flamenco Festival in Irvine, Californië.
- Biblioteca Nacional de España: XX5120607
- Virtual International Authority File: 174275930
- WorldCat: E39PBJjxydT3gf8qTkBfjrr6rq